# Hardwickia mannii
Hardwickia mannii là một loài thực vật có hoa trong họ Đậu. Loài này được (Harms) Oliv. miêu tả khoa học đầu tiên năm 1871.